# North Auburn
North Auburn ist ein census-designated place (CDP) im Placer County im US-Bundesstaat Kalifornien mit 13.452 Einwohnern (Stand: 2020). Die geographischen Koordinaten sind: 38,93° Nord, 121,08° West. Das Stadtgebiet hat eine Größe von 19,8 km².